# NGC 3827
NGC 3827 is een spiraalvormig sterrenstelsel in het sterrenbeeld Leeuw. Het hemelobject werd op 29 december 1861 ontdekt door de Duits-Deense astronoom Heinrich Louis d'Arrest.

## Synoniemen
- UGC 6673
- MCG 3-30-54
- ZWG 97.70
- IRAS 11400+1907
- PGC 36361